# Première circonscription des Landes
La première circonscription des Landes est l'une des trois circonscriptions législatives françaises que compte le département des Landes (40) situé en région Nouvelle-Aquitaine.

## Description géographique et démographique
- Première circonscription
- Deuxième circonscription
- Troisième circonscription

- Première circonscription
- Deuxième circonscription
- Troisième circonscription

### De 1958 à 1986
La première circonscription des Landes était composée de :
- canton de Gabarret
- canton de Labrit
- canton de Mimizan
- canton de Mont-de-Marsan
- canton de Morcenx
- canton de Parentis-en-Born
- canton de Pissos
- canton de Roquefort
- canton de Sabres
- canton de Sore

Source : Journal Officiel du 14-15 Octobre 1958.

### Depuis 1988
La première circonscription des Landes est délimitée par le découpage électoral de la loi n°86-1197 du 24 novembre 1986
, elle regroupe les divisions administratives suivantes : 
- canton de Castets
- canton de Gabarret
- canton de Labrit
- canton de Mimizan
- canton de Mont-de-Marsan-Nord
- canton de Mont-de-Marsan-Sud
- canton de Parentis-en-Born
- canton de Pissos
- canton de Roquefort
- canton de Sabres
- canton de Sore.

D'après le recensement général de la population en 1999, réalisé par l'Institut national de la statistique et des études économiques (INSEE), la population totale de cette circonscription est estimée à 109215 habitants,.

## Historique des députations
| Législature | Début de mandat   | Fin de mandat     | Député                 | Parti politique | Observations |
| ----------- | ----------------- | ----------------- | ---------------------- | --------------- | --- |
| IXe         | 23 juin 1988      | 1er avril 1993    | Alain Vidalies         | PS              | |
| Xe          | 2 avril 1993      | 21 avril 1997     | Louis Lauga,           | RPR,            | Mandat écourté à la suite d'une dissolution parlementaire décidée par Jacques Chirac. |
| XIe         | 12 juin 1997      | 18 juin 2002      | Alain Vidalies,        | PS,             | |
| XIIe        | 19 juin 2002      | 19 juin 2007      | Alain Vidalies,        | PS,             | |
| XIIIe       | 20 juin 2007      | 19 juin 2012      | Alain Vidalies         | PS              | |
| XIVe        | 17 juin 2012      | 22 juillet 2012   | Alain Vidalies         | PS              | Sa suppléante Florence Delaunay lui succède entre 2012 et 2014 puis entre 2014 et 2017, Alain Vidalies étant nommé ministre. |
| XIVe        | 23 juillet 2012   | 30 avril 2014     | Florence Delaunay      | PS              | Sa suppléante Florence Delaunay lui succède entre 2012 et 2014 puis entre 2014 et 2017, Alain Vidalies étant nommé ministre. |
| XIVe        | 1er mai 2014      | 27 septembre 2014 | Alain Vidalies         | PS              | Sa suppléante Florence Delaunay lui succède entre 2012 et 2014 puis entre 2014 et 2017, Alain Vidalies étant nommé ministre. |
| XIVe        | 28 septembre 2014 | 17 juin 2017      | Florence Delaunay      | PS              | Sa suppléante Florence Delaunay lui succède entre 2012 et 2014 puis entre 2014 et 2017, Alain Vidalies étant nommé ministre. |
| XIVe        | 18 juin 2017      | 20 juin 2017      | Alain Vidalies         | PS              | Sa suppléante Florence Delaunay lui succède entre 2012 et 2014 puis entre 2014 et 2017, Alain Vidalies étant nommé ministre. |
| XVe         | 21 juin 2017      | 21 juillet 2017   | Geneviève Darrieussecq | MoDem           | Son suppléant Fabien Lainé lui succède en 2017, Geneviève Darrieussecq étant nommée secrétaire d'État auprès de la ministre des Armées Florence Parly dans le Gouvernement Édouard Philippe (2), puis Ministre déléguée chargée de la Mémoire et des Anciens Combattants dans le Gouvernement Castex.                            |
| XVe         | 22 juillet 2017   | 20 juin 2022      | Fabien Lainé           | MoDem           | Son suppléant Fabien Lainé lui succède en 2017, Geneviève Darrieussecq étant nommée secrétaire d'État auprès de la ministre des Armées Florence Parly dans le Gouvernement Édouard Philippe (2), puis Ministre déléguée chargée de la Mémoire et des Anciens Combattants dans le Gouvernement Castex.                            |
| XVIe        | 21 juin 2022      | 4 août 2022       | Geneviève Darrieussecq | MoDem           | Son suppléant Fabien Lainé lui succède de nouveau en 2022, Geneviève Darrieussecq étant nommée Ministre déléguée chargée des Personnes handicapées dans le Gouvernement Élisabeth Borne. Elle reprend son poste de députée fin août 2023. Mandat écourté à la suite d'une dissolution parlementaire décidée par Emmanuel Macron. |
| XVIe        | 5 août 2022       | 20 août 2023      | Fabien Lainé           | MoDem           | Son suppléant Fabien Lainé lui succède de nouveau en 2022, Geneviève Darrieussecq étant nommée Ministre déléguée chargée des Personnes handicapées dans le Gouvernement Élisabeth Borne. Elle reprend son poste de députée fin août 2023. Mandat écourté à la suite d'une dissolution parlementaire décidée par Emmanuel Macron. |
| XVIe        | 21 août 2023      | 9 juin 2024       | Geneviève Darrieussecq | MoDem           | Son suppléant Fabien Lainé lui succède de nouveau en 2022, Geneviève Darrieussecq étant nommée Ministre déléguée chargée des Personnes handicapées dans le Gouvernement Élisabeth Borne. Elle reprend son poste de députée fin août 2023. Mandat écourté à la suite d'une dissolution parlementaire décidée par Emmanuel Macron. |
| XVIIe       | 8 juillet 2024    | 21 octobre 2024   | Geneviève Darrieussecq | MoDem           | Son suppléant Fabien Lainé lui succède de nouveau en 2024, Geneviève Darrieussecq étant nommée Ministre de la Santé et de l’Accès aux soins dans le Gouvernement Michel Barnier. Elle reprend son poste de députée fin janvier 2025.                                                                                             |
| XVIIe       | 22 octobre 2024   | 23 janvier 2025   | Fabien Lainé           | MoDem           | Son suppléant Fabien Lainé lui succède de nouveau en 2024, Geneviève Darrieussecq étant nommée Ministre de la Santé et de l’Accès aux soins dans le Gouvernement Michel Barnier. Elle reprend son poste de députée fin janvier 2025.                                                                                             |
| XVIIe       | 24 janvier 2025   |                   | Geneviève Darrieussecq | MoDem           | Son suppléant Fabien Lainé lui succède de nouveau en 2024, Geneviève Darrieussecq étant nommée Ministre de la Santé et de l’Accès aux soins dans le Gouvernement Michel Barnier. Elle reprend son poste de députée fin janvier 2025.                                                                                             |

## Historique des élections

### Élections de 1958
| Candidat       | Candidat          | Parti          | Premier tour | Premier tour | Second tour | Second tour |  |
| Candidat       | Candidat          | Parti          | Voix         | %            | Voix        | %           |  |
| -------------- | ----------------- | -------------- | ------------ | ------------ | ----------- | ----------- |  |
|                | Robert Besson élu | UNR            | 15 223       | 37,71        | 20 202      | 50,32       |  |
|                | Marcel David      | SFIO           | 11 385       | 28,2         | 15 197      | 37,85       |  |
|                | Henri Lacoste     | Radsoc         | 8 525        | 21,12        | Retrait     | Retrait     |  |
|                | Henri Séguès      | PCF            | 5 236        | 12,97        | 4 747       | 11,82       |  |
|                |                   |                |              |              |             |             |  |
| Inscrits       | Inscrits          | Inscrits       | 53 523       | 100,00       | 53 532      | 100,00      |  |
| Abstentions    | Abstentions       | Abstentions    | 11 927       | 22,28        | 12 644      | 23,62       |  |
| Votants        | Votants           | Votants        | 41 596       | 77,72        | 40 888      | 76,38       |  |
| Blancs et nuls | Blancs et nuls    | Blancs et nuls | 1 227        | 2,95         | 742         | 1,81        |  |
| Exprimés       | Exprimés          | Exprimés       | 40 369       | 97,05        | 40 146      | 98,19       |  |

Le suppléant de Robert Besson était Raoul Faget, conseiller général, maire de Gabarret.

### Élections de 1962
| Candidat       | Candidat                   | Parti          | Premier tour | Premier tour | Second tour | Second tour |  |
| Candidat       | Candidat                   | Parti          | Voix         | %            | Voix        | %           |  |
| -------------- | -------------------------- | -------------- | ------------ | ------------ | ----------- | ----------- |  |
|                | Robert Besson sortant      | UNR-UDT        | 14 649       | 40,3         | 18 334      | 46,4        |  |
|                | Charles Lamarque-Cando élu | SFIO           | 12 413       | 34,15        | 21 175      | 53,6        |  |
|                | Jean Lespiau               | PCF            | 5 096        | 14,02        | Retrait     | Retrait     |  |
|                | Henri Lacoste              | Radsoc         | 4 190        | 11,53        | Retrait     | Retrait     |  |
|                |                            |                |              |              |             |             |  |
| Inscrits       | Inscrits                   | Inscrits       | 54 146       | 100,00       | 54 135      | 100,00      |  |
| Abstentions    | Abstentions                | Abstentions    | 16 418       | 30,32        | 13 468      | 24,88       |  |
| Votants        | Votants                    | Votants        | 37 728       | 69,68        | 40 667      | 75,12       |  |
| Blancs et nuls | Blancs et nuls             | Blancs et nuls | 1 380        | 3,66         | 1 158       | 2,85        |  |
| Exprimés       | Exprimés                   | Exprimés       | 36 348       | 96,34        | 39 509      | 97,15       |  |

Le suppléant de Charles Lamarque-Cando était Léon Brouste, conseiller général, maire de Morcenx.

### Élections de 1967
| Candidat       | Candidat                             | Parti          | Premier tour | Premier tour | Second tour | Second tour |  |
| Candidat       | Candidat                             | Parti          | Voix         | %            | Voix        | %           |  |
| -------------- | ------------------------------------ | -------------- | ------------ | ------------ | ----------- | ----------- |  |
|                | André Mirtin                         | UD-Ve          | 19 136       | 41,13        | 22 734      | 48,74       |  |
|                | Charles Lamarque-Cando sortant réélu | SFIO (FGDS)    | 17 830       | 38,32        | 23 905      | 51,26       |  |
|                | Jean Lespiau                         | PCF            | 6 124        | 13,16        | Retrait     | Retrait     |  |
|                | Jean Ducourneau                      | CD (PDM)       | 3 440        | 7,39         |             |             |  |
|                |                                      |                |              |              |             |             |  |
| Inscrits       | Inscrits                             | Inscrits       | 57 115       | 100,00       | 57 094      | 100,00      |  |
| Abstentions    | Abstentions                          | Abstentions    | 9 668        | 16,93        | 9 478       | 16,6        |  |
| Votants        | Votants                              | Votants        | 47 447       | 83,07        | 47 616      | 83,4        |  |
| Blancs et nuls | Blancs et nuls                       | Blancs et nuls | 917          | 1,93         | 977         | 2,05        |  |
| Exprimés       | Exprimés                             | Exprimés       | 46 530       | 98,07        | 46 639      | 97,95       |  |

Le suppléant de Charles Lamarque-Cando était Léon Brouste.

### Élections de 1968
|                | André Mirtin élu               | UDR (URP)      | 23 909 | 51,47  |  |  |  |
|                | Charles Lamarque-Cando sortant | SFIO (FGDS)    | 16 961 | 36,51  |  |  |  |
|                | Jean Lespiau                   | PCF            | 5 582  | 12,02  |  |  |  |
|                |                                |                |        |        |  |  |  |
| Inscrits       | Inscrits                       | Inscrits       | 57 217 | 100,00 |  |  |  |
| Abstentions    | Abstentions                    | Abstentions    | 9 862  | 17,24  |  |  |  |
| Votants        | Votants                        | Votants        | 47 355 | 82,76  |  |  |  |
| Blancs et nuls | Blancs et nuls                 | Blancs et nuls | 903    | 1,91   |  |  |  |
| Exprimés       | Exprimés                       | Exprimés       | 46 452 | 98,09  |  |  |  |

Le suppléant d'André Mirtin était Georges Dussarté, industriel, conseiller municipal de Mont-de-Marsan.

### Élections de 1973
| Candidat       | Candidat                   | Parti          | Premier tour | Premier tour | Second tour | Second tour |  |
| Candidat       | Candidat                   | Parti          | Voix         | %            | Voix        | %           |  |
| -------------- | -------------------------- | -------------- | ------------ | ------------ | ----------- | ----------- |  |
|                | André Mirtin sortant réélu | UDR (URP)      | 18 716       | 37,3         | 26 180      | 52,32       |  |
|                | Charles Lamarque-Cando     | Divers gauche  | 10 027       | 19,98        | Retrait     | Retrait     |  |
|                | Roger Duroure              | PS (UGSD)      | 8 974        | 17,89        | 23 859      | 47,68       |  |
|                | Jean Lespiau               | PCF            | 7 832        | 15,61        | Retrait     | Retrait     |  |
|                | Jacques Bibette            | Rad (MR)       | 3 932        | 7,84         |             |             |  |
|                | Roger Auxire               | Divers droite  | 693          | 1,38         |             |             |  |
|                |                            |                |              |              |             |             |  |
| Inscrits       | Inscrits                   | Inscrits       | 61 590       | 100,00       | 61 568      | 100,00      |  |
| Abstentions    | Abstentions                | Abstentions    | 10 144       | 16,47        | 10 017      | 16,27       |  |
| Votants        | Votants                    | Votants        | 51 446       | 83,53        | 51 551      | 83,73       |  |
| Blancs et nuls | Blancs et nuls             | Blancs et nuls | 1 272        | 2,47         | 1 512       | 2,93        |  |
| Exprimés       | Exprimés                   | Exprimés       | 50 174       | 97,53        | 50 039      | 97,07       |  |

L'élection d'André Mirtin est annulée par le Conseil constitutionnel le 5 juillet 1973 au motif que Jean Dumoulin, le remplaçant de Mirtin, est directeur de la caisse d'allocations familiales et de l'Urssaf des Landes. Selon le code électoral, les candidats sont inéligibles s'ils ont travaillé dans des organismes liés à la sécurité sociale moins de six mois avant l'élection.

### Élection partielle du 9 et du 16 septembre 1973
| Candidat          | Candidat             | Parti         | Premier tour | Premier tour | Second tour | Second tour |  |
| Candidat          | Candidat             | Parti         | Voix         | %            | Voix        | %           |  |
| ----------------- | -------------------- | ------------- | ------------ | ------------ | ----------- | ----------- |  |
|                   | André Mirtin sortant | UDR (URP)     | 17 489       | 45,66        | 20 990      | 48,33       |  |
|                   | Roger Duroure élu    | PS            | 12 732       | 33,24        | 22 439      | 51,66       |  |
|                   | Jean Lespiau         | PCF           | 5 889        | 15,38        |             |             |  |
|                   | Jacques Bibette      | Rad (MR)      | 1 814        | 4,73         |             |             |  |
|                   | Élie Azoulay         | Libéral (PLF) | 373          | 0,97         |             |             |  |
|                   |                      |               |              |              |             |             |  |
| Inscrits          | Inscrits             | Inscrits      |              | 100,00       |             | 100,00      |  |
| Abstentions       |                      |               |              |              |             |             |  |
| Votants           |                      |               |              |              |             |             |  |
| Blancs et nuls    |                      |               |              |              |             |             |  |
| Exprimés          | Exprimés             | Exprimés      | 38 297       |              | 43 429      |             |  |
| Source : Le Monde |                      |               |              |              |             |             |  |

### Élections de 1978
| Candidat       | Candidat                    | Parti             | Premier tour | Premier tour | Second tour | Second tour |  |
| Candidat       | Candidat                    | Parti             | Voix         | %            | Voix        | %           |  |
| -------------- | --------------------------- | ----------------- | ------------ | ------------ | ----------- | ----------- |  |
|                | Alain Juppé                 | RPR               | 24 959       | 42,24        | 29 383      | 48,44       |  |
|                | Roger Duroure sortant réélu | PS                | 19 680       | 33,31        | 31 277      | 51,56       |  |
|                | Jean Lespiau                | PCF               | 8 971        | 15,18        | Retrait     | Retrait     |  |
|                | Michel Baris                | Divers écologiste | 1 576        | 2,67         |             |             |  |
|                | Christian Ducassou          | MRG               | 1 476        | 2,5          |             |             |  |
|                | Jean-Pierre Lambert         | Extrême droite    | 1 082        | 1,83         |             |             |  |
|                | Catherine Jouanneau         | LO                | 760          | 1,29         |             |             |  |
|                | Nadine Viot                 | Divers            | 581          | 0,98         |             |             |  |
|                |                             |                   |              |              |             |             |  |
| Inscrits       | Inscrits                    | Inscrits          | 70 142       | 100,00       | 70 180      | 100,00      |  |
| Abstentions    | Abstentions                 | Abstentions       | 9 876        | 14,08        | 8 473       | 12,07       |  |
| Votants        | Votants                     | Votants           | 60 266       | 85,92        | 61 707      | 87,93       |  |
| Blancs et nuls | Blancs et nuls              | Blancs et nuls    | 1 181        | 1,96         | 1 047       | 1,7         |  |
| Exprimés       | Exprimés                    | Exprimés          | 59 085       | 98,04        | 60 660      | 98,3        |  |

Le suppléant de Roger Duroure était Henri Scognamiglio, directeur d'école, maire de Morcenx.

### Élections de 1981
|                                                          | Roger Duroure sortant réélu | PS             | 26 990 | 51,31  |  |  |  |
|                                                          | André Mirtin                | RPR (UNM)      | 20 197 | 38,39  |  |  |  |
|                                                          | Jean Lespiau                | PCF            | 5 419  | 10,30  |  |  |  |
|                                                          |                             |                |        |        |  |  |  |
| Inscrits                                                 | Inscrits                    | Inscrits       | 72 570 | 100,00 |  |  |  |
| Abstentions                                              | Abstentions                 | Abstentions    | 19 039 | 26,24  |  |  |  |
| Votants                                                  | Votants                     | Votants        | 53 531 | 73,76  |  |  |  |
| Blancs et nuls                                           | Blancs et nuls              | Blancs et nuls | 925    | 1,73   |  |  |  |
| Exprimés                                                 | Exprimés                    | Exprimés       | 52 606 | 98,27  |  |  |  |
| Source : Data.gouv.fr et Sud-Ouest du 16 juin 1981, p. 7 |                             |                |        |        |  |  |  |

Le suppléant de Roger Duroure était Alain Vidalies, avocat, conseiller général du canton de Mont-de-Marsan-Sud, conseiller municipal de Saint-Pierre-du-Mont.

### Élections de 1988
| Candidat       | Candidat            | Parti          | Premier tour | Premier tour | Second tour | Second tour |  |
| Candidat       | Candidat            | Parti          | Voix         | %            | Voix        | %           |  |
| -------------- | ------------------- | -------------- | ------------ | ------------ | ----------- | ----------- |  |
|                | Alain Vidalies élu  | PS             | 26 124       | 48,35        | 31 527      | 55,23       |  |
|                | Louis Lauga sortant | RPR (URC)      | 21 357       | 39,53        | 25 552      | 44,77       |  |
|                | André Curculosse    | PCF            | 3 431        | 6,35         |             |             |  |
|                | Henri Salefran      | FN             | 3 116        | 5,77         |             |             |  |
|                |                     |                |              |              |             |             |  |
| Inscrits       | Inscrits            | Inscrits       | 76 603       | 100,00       | 76 582      | 100,00      |  |
| Abstentions    | Abstentions         | Abstentions    | 21 572       | 28,16        | 18 362      | 23,98       |  |
| Votants        | Votants             | Votants        | 55 031       | 71,84        | 58 220      | 76,02       |  |
| Blancs et nuls | Blancs et nuls      | Blancs et nuls | 1 003        | 1,82         | 1 141       | 1,96        |  |
| Exprimés       | Exprimés            | Exprimés       | 54 028       | 98,18        | 57 079      | 98,04       |  |

Le suppléant d'Alain Vidalies était Jean Salinas, conseiller général, maire de Sabres.

### Élections de 1993
| Candidat       | Candidat               | Parti          | Premier tour | Premier tour | Second tour | Second tour |  |
| Candidat       | Candidat               | Parti          | Voix         | %            | Voix        | %           |  |
| -------------- | ---------------------- | -------------- | ------------ | ------------ | ----------- | ----------- |  |
|                | Louis Lauga élu        | RPR (UPF)      | 22 649       | 41,64        | 29 573      | 52,26       |  |
|                | Alain Vidalies sortant | PS (ADFP)      | 18 772       | 34,51        | 27 016      | 47,74       |  |
|                | Frédéric Favrel        | FN             | 4 909        | 9,02         |             |             |  |
|                | André Curculosse       | PCF            | 3 565        | 6,55         |             |             |  |
|                | Jean-Marc Carite       | Les Verts (EÉ) | 2 698        | 4,96         |             |             |  |
|                | Philippe Courtade      | LT-LNÉ         | 1 244        | 2,29         |             |             |  |
|                | Roger Gallato          | Extrême droite | 561          | 1,03         |             |             |  |
|                |                        |                |              |              |             |             |  |
| Inscrits       | Inscrits               | Inscrits       | 79 370       | 100,00       | 79 345      | 100,00      |  |
| Abstentions    | Abstentions            | Abstentions    | 21 619       | 27,24        | 19 424      | 24,48       |  |
| Votants        | Votants                | Votants        | 57 751       | 72,76        | 59 921      | 75,52       |  |
| Blancs et nuls | Blancs et nuls         | Blancs et nuls | 3 353        | 5,81         | 3 332       | 5,56        |  |
| Exprimés       | Exprimés               | Exprimés       | 54 398       | 94,19        | 56 589      | 94,44       |  |

Le suppléant de Louis Lauga était Robert Barsac, conseiller général du canton de Mimizan.

### Élections de 1997
| Candidat       | Candidat              | Parti             | Premier tour | Premier tour | Second tour | Second tour |  |
| Candidat       | Candidat              | Parti             | Voix         | %            | Voix        | %           |  |
| -------------- | --------------------- | ----------------- | ------------ | ------------ | ----------- | ----------- |  |
|                | Alain Vidalies élu    | PS                | 21 437       | 39,45        | 30 941      | 54,12       |  |
|                | Louis Lauga sortant   | RPR               | 18 414       | 33,89        | 26 229      | 45,88       |  |
|                | Jean-Paul Paroutaud   | FN                | 5 199        | 9,57         |             |             |  |
|                | Bernadette Curculosse | PCF               | 4 521        | 8,32         |             |             |  |
|                | Marie-Claire Dupouy   | Divers écologiste | 2 781        | 5,12         |             |             |  |
|                | Guy Bertrand          | CNIP (LDI)        | 1 982        | 3,65         |             |             |  |
|                |                       |                   |              |              |             |             |  |
| Inscrits       | Inscrits              | Inscrits          | 79 098       | 100,00       | 79 080      | 100,00      |  |
| Abstentions    | Abstentions           | Abstentions       | 21 710       | 27,45        | 18 620      | 23,55       |  |
| Votants        | Votants               | Votants           | 57 388       | 72,55        | 60 460      | 76,45       |  |
| Blancs et nuls | Blancs et nuls        | Blancs et nuls    | 3 054        | 5,32         | 3 290       | 5,44        |  |
| Exprimés       | Exprimés              | Exprimés          | 54 334       | 94,68        | 57 170      | 94,56       |  |

Le suppléant d'Alain Vidalies était Paul Grimberg, agent de calcul au Centre d'Essais des Landes, conseiller général du canton de Parentis-en-Born, maire de Parentis-en-Born.

### Élections de 2002
| Candidat       | Candidat                     | Parti          | Premier tour | Premier tour | Second tour | Second tour |  |
| Candidat       | Candidat                     | Parti          | Voix         | %            | Voix        | %           |  |
| -------------- | ---------------------------- | -------------- | ------------ | ------------ | ----------- | ----------- |  |
|                | Alain Vidalies sortant réélu | PS             | 22 192       | 38,64        | 28 262      | 52,08       |  |
|                | Louis Lauga                  | UMP            | 15 110       | 26,31        | 26 007      | 47,92       |  |
|                | Pierre Junca                 | UDF            | 5 422        | 9,44         |             |             |  |
|                | Raymond Grégoire             | FN             | 3 838        | 6,68         |             |             |  |
|                | Xavier Collongues            | CPNT           | 3 333        | 5,8          |             |             |  |
|                | Guy Duvignac                 | Divers droite  | 1 793        | 3,12         |             |             |  |
|                | Véronique Castaignède        | Les Verts      | 1 751        | 3,05         |             |             |  |
|                | Bernadette Curculosse        | PCF            | 1 724        | 3            |             |             |  |
|                | Henri Saussol                | LCR            | 772          | 1,34         |             |             |  |
|                | Jean-Paul Paroutaud          | MNR            | 445          | 0,77         |             |             |  |
|                | Monique Oratto               | LO             | 399          | 0,69         |             |             |  |
|                | Guy Bertrand                 | CNIP           | 394          | 0,69         |             |             |  |
|                | Luc Lestrade                 | PT             | 265          | 0,46         |             |             |  |
|                |                              |                |              |              |             |             |  |
| Inscrits       | Inscrits                     | Inscrits       | 84 368       | 100,00       | 84 354      | 100,00      |  |
| Abstentions    | Abstentions                  | Abstentions    | 25 580       | 30,32        | 27 719      | 32,86       |  |
| Votants        | Votants                      | Votants        | 58 788       | 69,68        | 56 635      | 67,14       |  |
| Blancs et nuls | Blancs et nuls               | Blancs et nuls | 1 350        | 2,3          | 2 366       | 4,18        |  |
| Exprimés       | Exprimés                     | Exprimés       | 57 438       | 97,7         | 54 269      | 95,82       |  |

La suppléante d'Alain Vidalies était Janine Jarnac, maire adjointe de Parentis-en-Born, conseillère régionale d'Aquitaine.

### Élections de 2007
| Candidat       | Candidat                     | Parti          | Premier tour | Premier tour | Second tour | Second tour |  |
| Candidat       | Candidat                     | Parti          | Voix         | %            | Voix        | %           |  |
| -------------- | ---------------------------- | -------------- | ------------ | ------------ | ----------- | ----------- |  |
|                | Alain Vidalies sortant réélu | PS             | 22 882       | 38,49        | 31 773      | 53,13       |  |
|                | Marie-Constance Berthelon    | UMP            | 20 945       | 35,23        | 28 028      | 46,87       |  |
|                | Geneviève Darrieussecq       | UDF–MoDem      | 6 607        | 11,11        |             |             |  |
|                | Daniel Alonso                | CPNT           | 1 572        | 2,64         |             |             |  |
|                | Fanny Lauilhe                | FN             | 1 406        | 2,36         |             |             |  |
|                | Alain Bache                  | PCF            | 1 378        | 2,32         |             |             |  |
|                | Dominique Blanchard          | Les Verts      | 1 376        | 2,31         |             |             |  |
|                | François Labrosse            | LCR            | 1 165        | 1,96         |             |             |  |
|                | Jeanne-Marie Leclerc         | MPF            | 698          | 1,17         |             |             |  |
|                | Philippe Protat              | Divers         | 324          | 0,54         |             |             |  |
|                | Monique Oratto               | LO             | 315          | 0,53         |             |             |  |
|                | Sylvie-Marie Nicolas         | NC             | 312          | 0,52         |             |             |  |
|                | Christiane Laroche           | MNR            | 275          | 0,46         |             |             |  |
|                | Luc Lestrade                 | PT             | 198          | 0,33         |             |             |  |
|                |                              |                |              |              |             |             |  |
| Inscrits       | Inscrits                     | Inscrits       | 92 996       | 100,00       | 92 984      | 100,00      |  |
| Abstentions    | Abstentions                  | Abstentions    | 32 306       | 34,74        | 31 211      | 33,57       |  |
| Votants        | Votants                      | Votants        | 60 690       | 65,26        | 61 773      | 66,43       |  |
| Blancs et nuls | Blancs et nuls               | Blancs et nuls | 1 237        | 2,04         | 1 972       | 3,19        |  |
| Exprimés       | Exprimés                     | Exprimés       | 59 453       | 97,96        | 59 801      | 96,81       |  |

### Élections de 2012
| Candidat       | Candidat                     | Parti                    | Premier tour | Premier tour | Second tour | Second tour |  |
| Candidat       | Candidat                     | Parti                    | Voix         | %            | Voix        | %           |  |
| -------------- | ---------------------------- | ------------------------ | ------------ | ------------ | ----------- | ----------- |  |
|                | Alain Vidalies sortant réélu | PS                       | 26 434       | 45,57        | 31 839      | 59,12       |  |
|                | Alain Dudon                  | UMP                      | 15 986       | 27,56        | 22 015      | 40,88       |  |
|                | Arnaud Lagrave               | FN (RBM)                 | 5 727        | 9,87         |             |             |  |
|                | Alain Baché                  | PCF (FG) (Divers gauche) | 3 462        | 5,97         |             |             |  |
|                | Philippe Cazaubon            | MoDem (CpF)              | 3 438        | 5,93         |             |             |  |
|                | Laurence Motoman             | EÉLV                     | 1 326        | 2,29         |             |             |  |
|                | Laurent Pinsolle             | DLR                      | 494          | 0,85         |             |             |  |
|                | Carole Carlier               | AÉI                      | 404          | 0,70         |             |             |  |
|                | Christian Sourbes            | POI                      | 320          | 0,55         |             |             |  |
|                | Serge Avignon                | PRV                      | 221          | 0,38         |             |             |  |
|                | Emmanuelle Couturier         | LO                       | 201          | 0,35         |             |             |  |
|                |                              |                          |              |              |             |             |  |
| Inscrits       | Inscrits                     | Inscrits                 | 97 693       | 100,00       | 97 684      | 100,00      |  |
| Abstentions    | Abstentions                  | Abstentions              | 38 592       | 39,5         | 41 826      | 42,82       |  |
| Votants        | Votants                      | Votants                  | 59 101       | 60,5         | 55 858      | 57,18       |  |
| Blancs et nuls | Blancs et nuls               | Blancs et nuls           | 1 088        | 1,84         | 2 004       | 3,59        |  |
| Exprimés       | Exprimés                     | Exprimés                 | 58 013       | 98,16        | 53 854      | 96,41       |  |

### Élections de 2017
Voir Élections législatives de 2017 dans les Landes
|                                                                         |                                                                               |                           |                           |                          |                          |
|                                                                         |                                                                               | Premier tour 11 juin 2017 | Premier tour 11 juin 2017 | Second tour 18 juin 2017 | Second tour 18 juin 2017 |
|                                                                         |                                                                               |                           |                           |                          |                          |
|                                                                         |                                                                               | Nombre                    | % des inscrits            | Nombre                   | % des inscrits           |
| Inscrits                                                                | Inscrits                                                                      | 101 404                   | 100,00                    | 101 388                  | 100,00                   |
| Abstentions                                                             | Abstentions                                                                   | 46 364                    | 45,72                     | 54 469                   | 53,72                    |
| Votants                                                                 | Votants                                                                       | 55 040                    | 54,28                     | 46 919                   | 46,28                    |
|                                                                         |                                                                               |                           | % des votants             |                          | % des votants            |
| Bulletins blancs                                                        | Bulletins blancs                                                              | 1 080                     | 1,96                      | 4 010                    | 8,55                     |
| Bulletins nuls                                                          | Bulletins nuls                                                                | 405                       | 0,74                      | 1 756                    | 3,74                     |
| Suffrages exprimés                                                      | Suffrages exprimés                                                            | 53 555                    | 97,30                     | 41 153                   | 87,71                    |
|                                                                         |                                                                               |                           |                           |                          |                          |
| Candidat Étiquette politique (partis et alliances)                      | Candidat Étiquette politique (partis et alliances)                            | Voix                      | % des exprimés            | Voix                     | % des exprimés           |
|                                                                         |                                                                               |                           |                           |                          |                          |
|                                                                         | Geneviève Darrieussecq Mouvement démocrate (La République en marche)          | 23 213                    | 43,34                     | 26 192                   | 63,65                    |
|                                                                         | Renaud Lagrave Parti socialiste                                               | 7 208                     | 13,46                     | 14 961                   | 36,35                    |
|                                                                         | Céline Piot La France insoumise                                               | 6 448                     | 12,04                     |                          |                          |
|                                                                         | Marie-Françoise Nadau Les Républicains (Union des démocrates et indépendants) | 6 214                     | 11,60                     |                          |                          |
|                                                                         | Christophe Bardin Front national                                              | 6 150                     | 11,48                     |                          |                          |
|                                                                         | Fanette Billard Europe Écologie Les Verts                                     | 1 517                     | 2,83                      |                          |                          |
|                                                                         | Thierry Le Bris Parti communiste français                                     | 953                       | 1,78                      |                          |                          |
|                                                                         | Claude Molle Debout la France                                                 | 873                       | 1,63                      |                          |                          |
|                                                                         | Antoine Da Costa Divers (Union populaire républicaine)                        | 281                       | 0,52                      |                          |                          |
|                                                                         | Danièle Hubert Lutte ouvrière                                                 | 274                       | 0,51                      |                          |                          |
|                                                                         | Christian Sourbès Extrême gauche (Parti ouvrier indépendant démocratique)     | 232                       | 0,43                      |                          |                          |
|                                                                         | Dominique Jarreau Divers droite (577-Les Indépendants)                        | 191                       | 0,36                      |                          |                          |
|                                                                         | Marie-Françoise Paul Divers droite                                            | 1                         | 0,00                      |                          |                          |
| Source : Ministère de l'Intérieur - Première circonscription des Landes |                                                                               |                           |                           |                          |                          |

### Élections de 2022
| Résultats des élections législatives des 12 et 19 juin 2022 de la 1re circonscription des Landes |                          |                                      |              |              |             |             |
| Candidat                                                                                         | Candidat                 | Parti et coalition                   | Premier tour | Premier tour | Second tour | Second tour |
| Candidat                                                                                         | Candidat                 | Parti et coalition                   | Voix         | %            | Voix        | %           |
|                                                                                                  | Geneviève Darrieussecq   | MoDem (Ensemble)                     | 18 633       | 33,39        | 27 123      | 55,81       |
|                                                                                                  | Guy De Barbeyrac         | LFI (NUPES)                          | 12 805       | 22,95        | 21 472      | 44,19       |
|                                                                                                  | Michel Dufay             | RN                                   | 11 241       | 20,15        |             |             |
|                                                                                                  | Marie-Christine Harambat | LR                                   | 3 516        | 6,30         |             |             |
|                                                                                                  | Sébastien Cazaubon       | RES                                  | 3 062        | 5,49         |             |             |
|                                                                                                  | Daniel Large             | Fédération de la gauche républicaine | 2 281        | 4,09         |             |             |
|                                                                                                  | Stéphane David           | REC                                  | 2 196        | 3,94         |             |             |
|                                                                                                  | Jwanakan Dobat           | PA                                   | 623          | 1,12         |             |             |
|                                                                                                  | Laurent Martin           | UPF                                  | 489          | 0,88         |             |             |
|                                                                                                  | Jean-Claude Bon          | LO                                   | 481          | 0,86         |             |             |
|                                                                                                  | Jean-Jacques Dubreuil    | POC (R&PS)                           | 469          | 0,84         |             |             |
| Votes valides                                                                                    | Votes valides            | Votes valides                        | 55 796       | 97,03        | 48 595      | 89,48       |
| Votes blancs                                                                                     | Votes blancs             | Votes blancs                         | 1 279        | 2,22         | 4 150       | 7,64        |
| Votes nuls                                                                                       | Votes nuls               | Votes nuls                           | 426          | 0,74         | 1 566       | 2,88        |
| Total                                                                                            | Total                    | Total                                | 57 501       | 100          | 54 311      | 100         |
| Abstention                                                                                       | Abstention               | Abstention                           | 51 017       | 47,01        | 54 215      | 49,96       |
| Inscrits / participation                                                                         | Inscrits / participation | Inscrits / participation             | 108 518      | 52,99        | 108 526     | 50,04       |

### Élections de 2024
| Candidat                 | Candidat                 | Parti et coalition       | Nuances                  | Premier tour | Premier tour | Second tour | Second tour |
| Candidat                 | Candidat                 | Parti et coalition       | Nuances                  | Voix         | %            | Voix        | %           |
| ------------------------ | ------------------------ | ------------------------ | ------------------------ | ------------ | ------------ | ----------- | ----------- |
|                          | Véronique Fossey         | RN                       | RN                       | 28 138       | 37,23        | 31 768      | 43,22       |
|                          | Geneviève Darrieussecq   | MoDem (ENS)              | ENS                      | 21 353       | 28,25        | 41 736      | 56,78       |
|                          | Marie-Laure Lafargue     | PS (NFP)                 | NFP                      | 20 466       | 27,08        | Retrait     | Retrait     |
|                          | Fabienne Chrit           | LR                       | LR                       | 3 343        | 4,42         |             |             |
|                          | Jean-Claude Bon          | LO                       | EXG                      | 852          | 1,13         |             |             |
|                          | Dominique Jarreau        | AC                       | DVC                      | 720          | 0,95         |             |             |
|                          | Isabelle Henaff          | REC                      | REC                      | 700          | 0,93         |             |             |
|                          | Degny Hermann Amessan    | SE                       | DVC                      | 4            | 0,01         |             |             |
|                          |                          |                          |                          |              |              |             |             |
| Votes valides            | Votes valides            | Votes valides            | Votes valides            | 75 576       | 96,87        | 73 504      | 93,84       |
| Votes blancs             | Votes blancs             | Votes blancs             | Votes blancs             | 1 714        | 2,20         | 3 589       | 4,58        |
| Votes nuls               | Votes nuls               | Votes nuls               | Votes nuls               | 725          | 0,93         | 1 232       | 1,57        |
| Total                    | Total                    | Total                    | Total                    | 78 015       | 100          | 78 325      | 100         |
| Abstention               | Abstention               | Abstention               | Abstention               | 31 682       | 28,88        | 31 355      | 28,59       |
| Inscrits / participation | Inscrits / participation | Inscrits / participation | Inscrits / participation | 109 697      | 71,12        | 109 680     | 71,41       |

#### Département des Landes
- La fiche de l'INSEE de cette circonscription : « Tableaux et Analyses de la première circonscription des Landes », sur insee.fr, site de l'Institut national de la statistique et des études économiques (consulté le 10 juin 2007) [PDF]

- « Tous les députés du département des Landes depuis 1789 » [archive du 28 septembre 2007], sur assemblee-nationale.fr, site de l'Assemblée nationale française (consulté le 10 juin 2007)

- « Informations contentieuses sur le département des Landes (Élections législatives de 2002) »(Archive.org • Wikiwix • Archive.is • Google • Que faire ?), sur conseil-constitutionnel.fr, site du Conseil constitutionnel (consulté le 13 juin 2007)

#### Circonscriptions en France
- « Carte des circonscriptions législatives en France », sur assemblee-nationale.fr, site de l'Assemblée nationale française (consulté le 10 juin 2007)

- « Résultats électoraux officiels en France »(Archive.org • Wikiwix • Archive.is • Google • Que faire ?), sur interieur.gouv.fr, site du ministère de l'Intérieur (France) (consulté le 13 juin 2007)

- Description et Atlas des circonscriptions électorales de France sur http://www.atlaspol.com, Atlaspol, site de cartographie géopolitique, consulté le 13 juin 2007.